# Катастрофа Douglas C-47TP біля Джаєнтс-Касл
Рейс Військово-повітряних сили Південно-Африканської Республіки — був з Центуріону в Мтату, Південно-Африканська Республіка. 5 грудня 2012 року Aero Modifications AMI C-47TP (DC-3T) зник безвісти після зльоту з авіабази міста Центуріон, загинули всі.

## Катастрофа
Літак пропав безвісти на шляху з бази Waterkloof Air Base до аеропорту міста Мтата. Літак, що належить 35-й ескадрильї ВПС ПАР, потрапив у суворі погодні умови. Непідтверджені повідомлення стверджують, що повітряне судно до останнього спілкувалося з управлінням повітряного руху, і коли літак пролітав над англ. Giants Castle в гірській місцевості англ. Drakensbergen, пілоти доклали, що вони перебувають на висоті 11000 футів і летять під керування автопілоту через погану видимість. Літак так і не прибув в аеропорт Мтата. Пошук зниклого літака доручили гелікоптеру (англ. Oryx), однак довелося відмовитися від пошуку через дуже погану погоду в цьому регіоні.
Повідомляється, що літак, який зазнав краху, мав бортовий номер саме 6840.